# 東電設計
東電設計株式会社（とうでんせっけい）は、日本の建設コンサルタント。東京電力ホールディングスの子会社。

## 沿革
- 1960年12月20日　株式会社東電建設設計事務所を設立。
- 1966年7月　商号を東電設計株式会社に変更。